# Kim Kötter
Kim Kötter (Losser, 27 luglio 1982) è una modella olandese, eletta Miss Universo Paesi Bassi 2002 e rappresentante dei Paesi Bassi a Miss Universo 2002, dove si classificò all'undicesima posizione.
Successivamente prese parte a Miss Europa 2002 dove invece ottenne la terza posizione. Dopo aver abbandonato la carriera di modella, Kim Kötter ha fondato la propria agenzia di moda, ed è l'organizzatrice dei concorsi di bellezza Miss Overijssel, Miss Paesi Bassi e Miss Universo Germania.